# Dover (New Jersey)
Dover ist eine Kleinstadt innerhalb des Morris County im Bundesstaat New Jersey in den Vereinigten Staaten. Das U.S. Census Bureau ermittelte bei der Volkszählung 2020 eine Einwohnerzahl von 18.460.
Dover liegt etwa 31 Meilen (ca. 50 km) westlich von New York City und etwa 23 Meilen (37 km) westlich von Newark. Die Stadt gilt als Zentrum für Einwanderung aus Lateinamerika in New Jersey und knapp 70 Prozent der Einwohner gehören den Hispanics an.

## Geschichte
Joseph Latham erhielt 1713 das Land, das das heutige Dover umfasst, aus Teilen von Land, das die Proprietors of West Jersey von amerikanischen Ureinwohnern erworben hatten. Am 31. Mai 1722 übertrugen Latham und seine Frau Jane 527 Acres (2,13 km²) an John Jackson aus Flushing, New York. Jackson siedelte sich auf dem östlichen Teil seines Landes entlang des Granny's Brook an der Stelle an, die später die Ross Ribbon Factory an der Park Heights Avenue werden sollte.
Eisenerz war zu dieser Zeit so reichlich vorhanden, dass es in der nahe gelegenen Dickerson Mine in Mine Hill aus dem Boden geholt werden konnte. In Jackson's Forge wurde das Erz zu Barren verarbeitet, die dann nach Paterson und in andere Industriegebiete im Osten transportiert wurden. Die Verabschiedung des "Iron Act" durch das britische Parlament führte zu finanziellen Schwierigkeiten, die Jackson 1753 in den Bankrott trieben, woraufhin sein gesamter Besitz bei einem "Sheriff's Sale" verkauft wurde. Der Quäker Hartshorne Fitz Randolph kaufte Jacksons Grundstück und fügte es seinem eigenen, bereits bestehenden Besitz hinzu, der später Teil von Randolph Township werden sollte.
Dover wurde am 1. April 1869 als Town innerhalb von Randolph Township geschaffen und wurde am 5. März 1896 völlig unabhängig. Das Stadtrecht wurde 1875 geändert. Am 7. Mai 1896 wurde Dover als Town neugegründet und behielt am 21. März 1899 seinen Status als Town, nachdem das Referendum, das die Änderung genehmigt hatte, durch ein Gerichtsurteil für ungültig erklärt worden war.

## Demografie
Nach der Schätzung von 2019 leben in Dover 17.725 Menschen. Die Bevölkerung teilte sich im selben Jahr auf in 60,9 % Weiße, 9,0 % Afroamerikaner, 0,2 % amerikanische Ureinwohner, 1,9 % Asiaten und 3,2 % mit zwei oder mehr Ethnizitäten. Hispanics oder Latinos aller Ethnien machten 68,3 % der Bevölkerung aus. Das mittlere Haushaltseinkommen lag bei 71.903 US-Dollar und die Armutsquote bei 9,8 %.

## Persönlichkeiten
- Thomas Jefferson Halsey (1863–1951), Politiker
- George Peter Foster (1858–1928), Politiker
- Carl Anderson (1903–1989), Artdirector und Szenenbildner
- Sidney Mintz (1922–2015), Anthropologe
- Reince Priebus (* 1972), Jurist und Politiker
- Drew Miller (* 1984), Eishockeyspieler